# Jürgen Soenke
Jürgen Soenke (* 10. Oktober 1907 in Lübeck; † 10. März 1983 in Minden) war ein deutscher Kunsthistoriker.

## Leben
Jürgen Soenke stammt aus einer Offiziersfamilie. Seine Mutter Margarete Marty war eine entfernte Cousine von Thomas Mann. Nach einem breit angelegten Studium der Germanistik, Slavistik, Geschichte und Kunstgeschichte wurde er auf Grund seiner Dissertation „Studien über zeitgenössische Zensursysteme“ 1941 von der Universität Greifswald zum Dr. phil. promoviert. Er war zunächst Leiter des Referats „Reden des Führers“, dann Reichsstellenleiter der Parteiamtlichen Prüfungskommission zum Schutze des nationalsozialistischen Schrifttums (PPK) in Berlin. Auch sein Bruder Wolfgang Soenke (1910–1942) war Stabsamtsleiter bei der PPK.
Nach Dienst als Soldat und Gefangenschaft fand er seine Familie in Petershagen wieder. Er war Lehrer für Kunst und Geschichte und arbeitete als Kunsthistoriker, wobei die Erforschung der Weserrenaissance sein Schwerpunkt wurde. Für seine Verdienste um die kunst- und kulturgeschichtliche Erforschung des Weserlandes und der Stadt Minden verlieh ihm die Europäische Autorenvereinigung „Die Kogge“ 1965 einen Sonderpreis. 1976 ernannte ihn der Mindener Geschichtsverein zu seinem Ehrenmitglied.

## Werke
- mit Karl-Heinrich Hederich: Die Reden des Führers nach der Machtübernahme. Eine Bibliographie, Berlin 1939.
- Genius der Zeit oder Das Tagesgespräch einer Stadt. Groteske um eine symbolische Figur, vorerst in 2 Bildern. Ising, Minden 1955, 31 S.
- Jörg Unkair. Baumeister und Bildhauer der frühen Weserrenaissance (= Weserrenaissance. Bd. 1, ZDB-ID 252019-9). J. C. C. Bruns, Minden 1958, 109 S.
- mit Otto Bernstorf: Niederländische Kunst in Stadthagen (= Schaumburger Studien. Bd. 6, ISSN 0581-9660). Grimme, Bückeburg 1964, 80 S.
- mit Herbert Kreft: Die Weserrenaissance. 5., überarbeitete und erweiterte Auflage. Niemeyer, Hameln 1980, ISBN 3-87585-030-0, 324 S.